# William Grey (9e comte de Stamford)
Pour les articles homonymes, voir William Grey (homonymie) et Grey.
William Grey, 9e comte de Stamford (18 avril 1850 - 24 mai 1910) est un pair britannique.

## Biographie
Grey est né à Terre-Neuve, fils du révérend William Grey et Harriet White, et fait ses études à l'Exeter College d'Oxford et, de 1878 à 1883, est professeur de lettres classiques et de philosophie au Codrington College de la Barbade. Il se marie à Londres en 1895 avec (Elizabeth Louisa) Penelope Theobald, fille du révérend. C. Théobald. Ils ont un fils et héritier, Roger, en 1896 et une fille, Jane, en 1899.
À la mort de son cousin germain Harry Grey, 8e comte de Stamford en Afrique en 1890, il hérite des titres de comte de Stamford et de baron Grey de Groby et du domaine de 3 000 acres (12,14056926 km2)  à Dunham Massey Hall dans le Cheshire. Après un délai pendant que la Chambre des lords examine la légitimité de la revendication du titre du fils du 8e comte, il déménage en 1906 à Dunham Massey pour s'installer dans le siège familial restant, qui est vide depuis de nombreuses années. Une fois sur place, il entreprend de moderniser les systèmes électriques et de plomberie et de repenser les intérieurs avec l'aide de l'historien et connaisseur du meuble Percy Macquoid.
Il est un homme pieux et philanthrope, vice-président de la Société biblique et à un moment donné membre du Metropolitan Asylum Board et du conseil du Metropolitan Hospital Fund.
À sa mort en 1910, il est remplacé par son fils Roger Grey (10e comte de Stamford).